# Lužný most
Lužný most (deutsch wörtlich Auenbrücke) ist eine Autobahnbrücke über die Donau in der slowakischen Hauptstadt Bratislava. Sie entstand als Teil des Projekts der Ringautobahn D4, die die slowakische Hauptstadt vom Westen, Osten und Norden her umschließen soll und erstreckt sich zwischen der Anschlussstelle Bratislava-Petržalka (4) am rechten Ufer und dem Autobahnknoten Bratislava-juh (9) auf der linken Seite, in den Stadtteilen Jarovce und Podunajské Biskupice. Sie trägt den Namen der Donauauen, die hier zum Landschaftsschutzgebiet Dunajské luhy gehören und wurde zur sechsten permanenten Donaubrücke in Bratislava, sowohl in historischer Reihenfolge als auch in Flussrichtung gesehen.

## Beschreibung

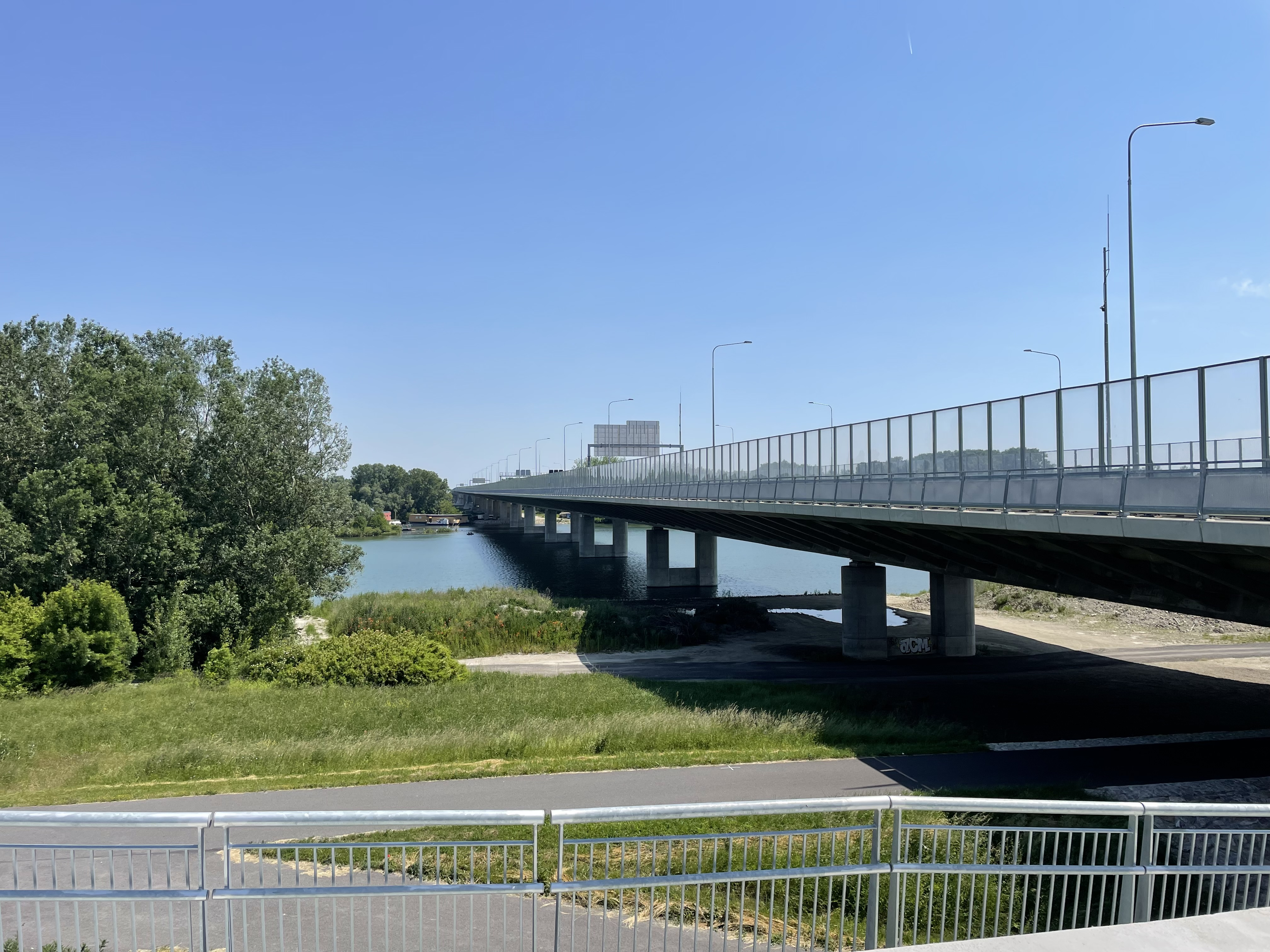
Westlicher Brückenteil über den Donauarm Jarovecké rameno

Die Brücke als Gesamtwerk ist eine Reihe von vier eigenständigen Brückenbauwerken, die kombiniert eine Gesamtlänge von 2928 m aufweisen. Alle Brückenteile sind vom Typ her Spannbetonhohlkastenbrücken.
Der westliche Brückenkopf hat eine Länge von 780,5 m. Die Stützweiten betragen 53 m + 10 × 67,5 m + 52,5 m und die Brücke überspannt den rechtsufrigen Damm und den Donauarm Jarovecké rameno, wo sich mehrere Hausboote befinden und ein Ort von Freizeitaktivitäten ist. Weiter östlich folgt die erste Hauptbrücke, die Brücke über der Ruderbootbahn (slowakisch Most nad veslárskou dráhou) mit Stützweiten von 130 m + 210 m + 130 m. Dieses Brückensegment dürfte keinen Pfeiler im Wasser aufweisen. Die zweite Hauptbrücke überspannt den Donaustrom mit drei Spannen (130 m + 170 m + 130 m). Den letzten Teil bildet der östliche Brückenkopf mit 1247,5 m Länge und 18 Spannen (65 m + 16 × 70 m + 62,5 m), die den linksufrigen Damm und den Arm Biskupické rameno überquert.
Die Brücke ist 35 m breit und umfasst zwei je 11,5 m breite Fahrbahnen mit zwei Fahrspuren und verbreiteten Standspuren, die im Bedarfsfall in durchgehende Fahrspuren umgewandelt werden können, einen 3 m breiten Mittelstreifen, zwei 1,5 m breite Streifen zwischen den Seitenleitplanken und den Schutzwänden sowie zwei 3 m breite Geh- und Radwege.

## Geschichte

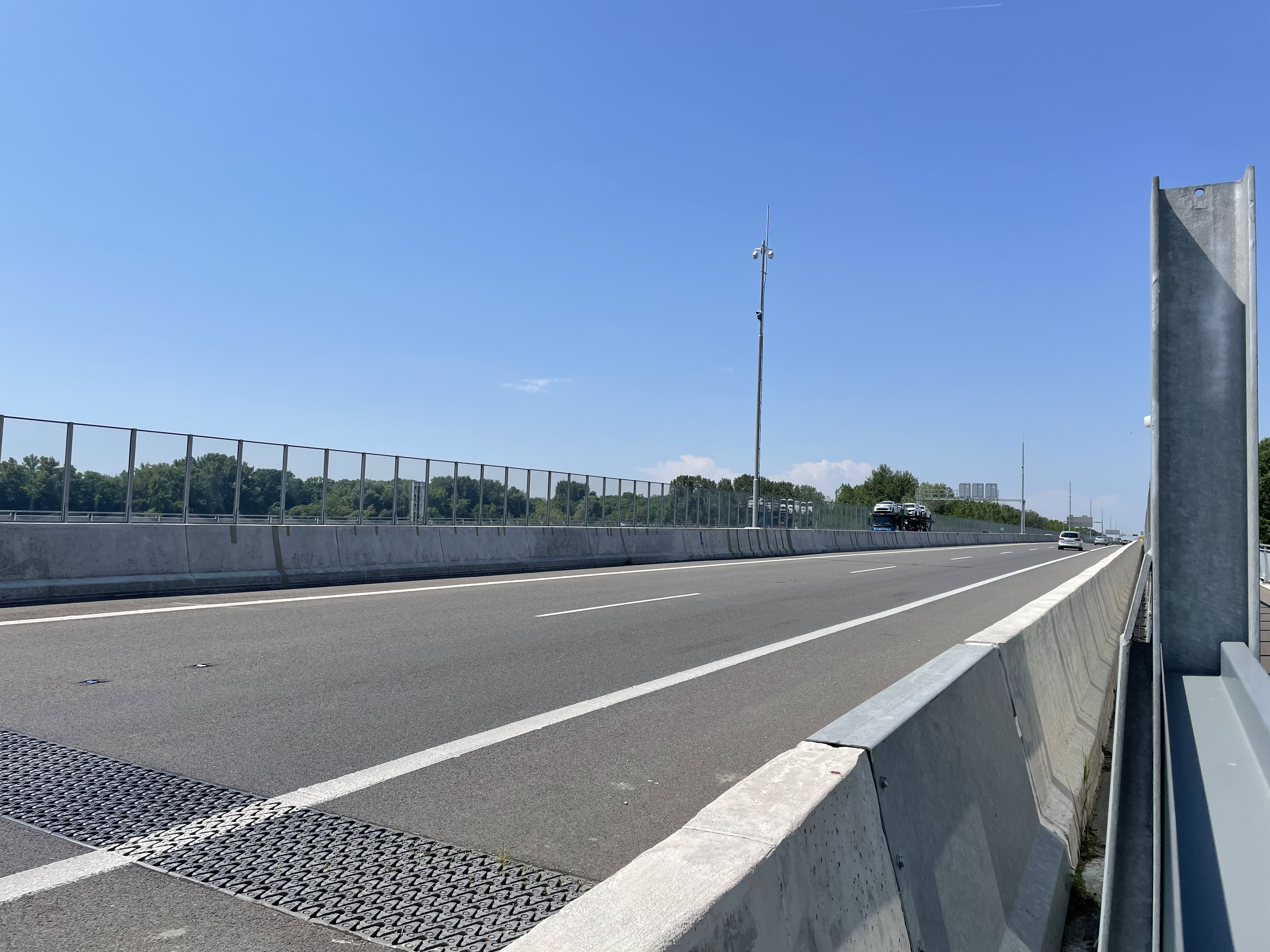
Fahrbahnansicht am östlichen Brückenende

Die ersten Ansätze zum Bau einer Donaubrücke im Zuge der Ringautobahn gab es im Jahr 2002, als die Planungsgesellschaft Dopravoprojekt eine Verkehrsstudie für den Null-Ring (slowakisch nultý okruh) rund um Bratislava (wie die Ringautobahn bezeichnet wurde) erarbeitete. Nach der Eingliederung des Null-Rings in die Autobahn D4 folgte im August 2009 eine Machbarkeitsstudie als Teil des Abschnitts Bratislava-Jarovce – Ivanka-sever – Rača, am 29. Oktober 2014 wurde eine Planfeststellung erlassen, im Oktober 2015 verarbeitete Dopravoprojekt Dokumentation für die Baugenehmigung, die schließlich am 5. Juni 2017 erteilt wurde, obwohl der offizielle Baubeginn des ganzen Projekts schon im Jahr 2016 war.
Gegenüber dem ursprünglichen Projekt gab es mehrere Änderungen: während zuerst man im Bereich der Donauquerung mit einem Querschnitt von 33,5 m und Entwurfsgeschwindigkeit von 120 km/h rechnete (vierspurige Ausführung mit Platz im Mittelstreifen für eine Erweiterung auf sechs Spuren), dies wurde zum Querschnitt von 25,5 m und Entwurfsgeschwindigkeit von 100 km/h geändert. Zudem rechnete man zuerst mit einer Schrägseilbrücke.
Der Bau aller Brückenteile wurde unabhängig voneinander vorangetrieben und im Freivorbau errichtet. Am 9. Juni 2020 wurden die ersten zwei Brückenteile (Hauptbrücke über die Donau mit dem östlichen Brückenkopf) verbunden. Im Mai 2021 fanden Belastungsproben statt. Die Brücke wurde am 26. September 2021 dem Verkehr freigegeben.

## Benennung
Ursprünglich trug das Gesamtbauwerk keinen besonderen Namen und wurde beschreibend als Donaubrücke der D4 bezeichnet. Im Juli 2020 veranstaltete Verkehrsminister Andrej Doležal eine Umfrage auf Facebook für den Brückennamen. Aus den eingereichten Vorschlägen wählte das Verkehrsministerium acht Namen aus und veranstaltete einen Pokal-ähnlichen Wettbewerb. Folgende Namen standen zur Auswahl:
| Paarung | Slowakischer Name    | Deutsche Übersetzung            | Ergebnis |
| ------- | -------------------- | ------------------------------- | -------- |
| 1       | Most M. R. Štefánika | Milan-Rastislav-Štefánik-Brücke | 2. Runde |
| 1       | Most A. Dubčeka      | Alexander-Dubček-Brücke         | 1. Runde |
| 2       | Dunajský most        | Donaubrücke                     | 1. Runde |
| 2       | Jarovecký most       | Jarovce-Brücke                  | Endrunde |
| 3       | Lužný most           | Auenbrücke                      | Sieg     |
| 3       | Kopáčsky most        | Kopáč-Brücke                    | 1. Runde |
| 4       | Panónsky most        | Pannonische Brücke              | 1. Runde |
| 4       | Španielsky most      | Spanische Brücke                | 2. Runde |

Während des Wettbewerbs kam es zu einem Vorfall, nachdem in der zweiten Runde Schein- beziehungsweise Zweckkonten für den Vorschlag Španielsky most abgestimmt hatten und somit zum knappen Sieg gegen den später siegreichen Vorschlag Lužný most verhalfen. Das Verkehrsministerium beschränkte die Abstimmung auf slowakische IP-Adressen und schloss den Namen Španielsky most aus. Schließlich setzte sich der Name Lužný most durch, der offiziell durch Abstimmungen in den Stadtteilen Jarovce und Podunajské Biskupice sowie im Stadtrat von Bratislava bestätigt werden muss.